# Cleombrotos I
Cleombrotos I (tiếng Hy Lạp: Κλεόμβροτος; tử trận 6 tháng 7 năm 371 TCN) là vua dòng Agis của xứ Sparta, trị vì từ năm 380 trước Công Nguyên cho đến năm 371 trước Công Nguyên. Chúng ta biết được ít ỏi thông tin về những năm tháng đầu đời của Cleomrbotos I. Ông lên ngôi Quốc vương xứ Sparta sau khi vua anh Agesipolis I qua đời 380 trước Công Nguyên, và đồng trị vì với vua Agesilaos II của dòng Eurypon (lên ngôi vào năm 400 trước Công Nguyên). Dưới triều đại của ông, nước Sparta lên đến cực thịnh. Vào năm 371 trước Công Nguyên, theo lời khuyên của Agiselaos II, Cleombrotos I thân chinh cầm đại binh Sparta ra đánh xứ Thebes. Ông không dám kéo quân qua lối đi có nhiều Vệ binh Thebes, mà thẳng tiến đánh quân Thebes do danh tướng Epaminondas chỉ huy trong trận đánh lớn tại Leuctra. Địch quân dùng chiến thuật tốt đến mức mà vua Cleombrotus I không thể khắc phục bất chấp những nỗ lực lớn nhất của ông. Quân Thebes thắng thế, đập tan nát quân Sparta, và vua Cleombrotus I cũng ngã xuống giữa trận tiền. Với thất bại thảm hại này, Sparta không còn là liệt cường thống trị Hy Lạp cổ đại. Ông được kế vị bởi con trai trưởng của ông là Agesipolis II, sau đó vua này được kế vị bởi Cleomenes II con thứ của Cleombrotos I.